# Lytocarpia phyteuma
Lytocarpia phyteuma är en nässeldjursart som först beskrevs av Gustav Heinrich Kirchenpauer 1876.  Lytocarpia phyteuma ingår i släktet Lytocarpia och familjen Aglaopheniidae. Inga underarter finns listade i Catalogue of Life.